# Gmina Cewice
Die Gmina Cewice ist eine Landgemeinde im Powiat Lęborski der Woiwodschaft Pommern in Polen. Ihr Sitz ist das gleichnamige Dorf (deutsch Zewitz, kaschubisch Céwice) mit fast 1700 Einwohnern. Die Landgemeinde umfasst eine Fläche von 187,9 km² und hat mehr als 7500 Einwohner.

## Geographie
Die Landgemeinde liegt in Hinterpommern, etwa zehn Kilometer südlich der Kreisstadt Lębork (Lauenburg in Pommern). Durch das südliche Gemeindegebiet fließt die Bukowina (Buckowin), die vier Kilometer hinter der Gemeindegrenze in die Łupawa (Lupow) mündet.
Nachbargemeinden von Cewice sind: Czarna Dąbrówka (Schwarz Damerow), Lębork (Lauenburg), Linia (Linde), Łęczyce (Lanz), Nowa Wieś Lęborska (Neuendorf), Potęgowo (Pottangow) und Sierakowice (Sierakowitz).

## Geschichte
Die südöstliche Gemeindegrenze trennte die preußischen Provinzen Westpreußen und Pommern. Von 1919 bis 1939 wurde sie Staatsgrenze zwischen Deutschland und Polen (Polnischer Korridor).

## Gliederung
Zur Landgemeinde Cewice gehören 25 Ortschaften, die 11 Dörfern mit „Schulzenämtern“ zugeordnet sind:
Schulzenämter
| - Bukowina (Buckowin) - Cewice (Zewitz) - Karwica (Gerhardshöhe) - Łebunia (Labuhn) - Maszewo Lęborskie (Groß Massow) | - Oskowo (Wutzkow) - Osowo Lęborskie (Wussow) - Pieski (Jägerhof) - Popowo (Poppow) - Siemirowice (Schimmerwitz) - Unieszyno ((Groß) Wunneschin) |

Weitere Ortschaften
Dziechno (Seehof), Kamieniec, Krępkowice (Krampkewitz), Krępkowo (Vorposten), Lesiaki (Lessaken), Leśnik, Malczyce (Henriettenthal), Okalice (Occalitz), Osowiec, Roztopczyn, Święte (Swantee, 1938–1945 Schwansee), Unieszyniec (Neu Wunneschin) und Unieszynko (Klein Wunneschin).

## Verkehr
Durch das Gebiet der Gmina Cewice führen zwei Woiwodschaftsstraßen:
- Die DW 212 (ehemals Reichsstraße 158) in Ost-West-Richtung von Osowo Lęborskie (Wussow) nach Unichowo (Wundichow) im Powiat Bytowski, und
- die DW 214 in Nord-Süd-Richtung von Łeba (Leba) und Lębork (Lauenburg) nach Sierakowice (Sierakowitz) und weiter bis Kościerzyna (Berent) – Zblewo (Hohenstüblau) – Skórcz (Skurz) und Warlubie (Warlubien).

Im Jahre 1902 eröffnete die Preußische Staatsbahn die Bahnstrecke Lauenburg–Bütow (– Rummelsburg) errichtet. Sie führte mit den Bahnstationen Wussow, Groß Massow, Zewitz und Wutzkow durch das Gemeindegebiet. Die Strecke wurde nach 1945 nur teilweise von der Polnischen Staatsbahn übernommen, von Cewice (Zewitz) noch ein Anschlussgleis zum Flugplatz Siemirowce (Schimmerwitz) gelegt, der längst komplett eingestellte Personenverkehr wurde aber nur noch bis Maszewo Lęborskie (Groß Massow) durchgeführt.